# Llau de la Culla de Xoca
La llau de la Culla de Xoca és una llau del terme de Conca de Dalt, al Pallars Jussà, dins de l'antic terme d'Hortoneda de la Conca, a l'àmbit del poble d'Hortoneda.
S'origina al capdamunt del Clot de la Culla de Xoca, a llevant de la Serra del Banyader. Des d'aquest lloc davalla cap al nord, molt lleugerament decantat cap a ponent, travessa tot el clot esmentat de forma paral·lela a la Serra del Banyader, i passa a ponent de l'Obaga de la Canya i de la Solana de la Gavarnera, entre les quals aflueix en la llau de la Gavarnera.